# Notocyamus hydrophobus
Notocyamus hydrophobus — викопний вид квіткових рослин родини лотосові (Nelumbonaceae), що існував у ранній крейді (115-113 млн років тому). Описаний у 2023 році.

## Скам'янілості
Викопні рештки рослини знайденні у кар'єрі на південний захід від міста Нова-Олінда у штаті Сеара на півночі Бразилії. Виявлені у відкладеннях формації Крато з геологічної групи Сантана. Рослинні структури зберігаються як червонувато-коричневі скам'янілості та/або відбитки з тонким покривним шаром оксиду заліза або без нього. Тканини плодоніжки також заміщені оксидом заліза, а вмістилище являє собою форму з двома зліпками плодиків. Кластичний матеріал особливо багатий на кореневищі голотипу, а також у черешку паратипу. Рештки зберігаються в Берлінському музеї природознавства.

## Опис
Водяна покритонасінна рослина з трав'янистим кореневищним типом росту, з придатковими коренями та довгочерешковими черговими простими листками. Лист із краєвим прикріпленням до черешка, нелопатевим і беззубчастим краєм і чітко сосочковим епідермісом з аномоцитарними та (брахі-) парацитарними продихами з обох боків. Первинне жилкування палінактинодромне, дистально роздвоюється, з агрофічними жилками. Велике вторинне жилкування фестончатое брохидодромное. Плід поодинокий, кінцевий і сукупний, походить від апокарпного гінецею з плодами, вкладеними в збільшену еліпсоїдну квітколожку, прикріплену до довгої деревної плодоніжки. Плідки вставлені в кісточки і звільнені від плодоніжки.